# Bar Harbor (Maine)

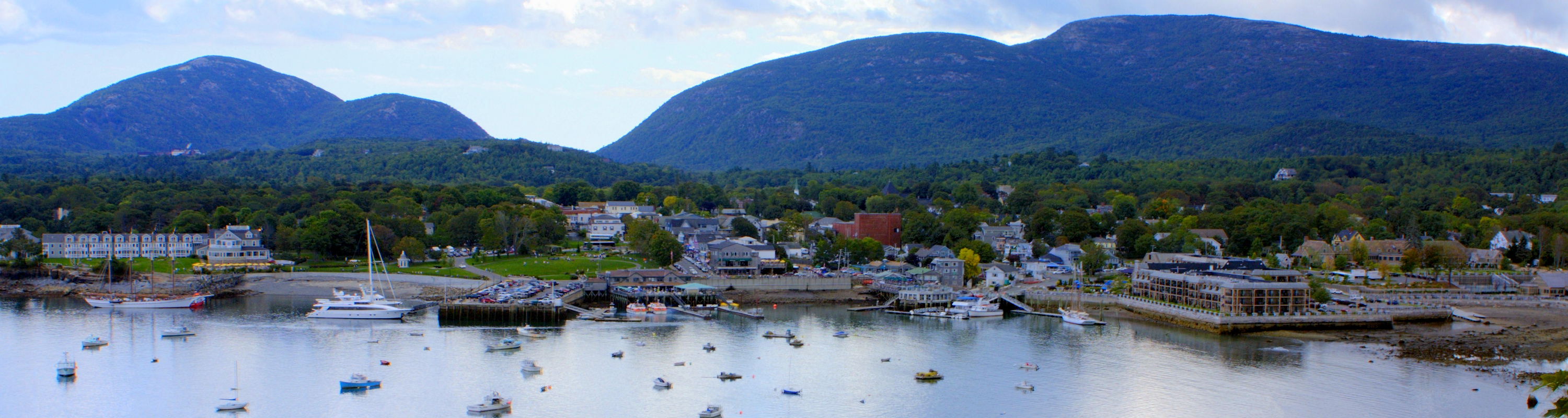
Vista de Bar Harbor

Bar Harbor es un pueblo (subdivisión administrativa equivalente a un municipio) del condado de Hancock, Maine, Estados Unidos. Según el censo de 2020, tiene una población de 5089 habitantes.
Está situado en la isla Mount Desert y durante los meses de verano y otoño es un popular destino turístico. 

## Geografía
El municipio está ubicado en las coordenadas 44°23′51″N 68°15′50″O / 44.39750, -68.26389. Según la Oficina del Censo de los Estados Unidos, tiene una superficie total de 163.46 km², de la cual 109.40 km² corresponden a tierra firme y 54.06 km² son agua.

## Demografía
Según el censo de 2020, hay 5089 personas residiendo en la zona. La densidad de población es de 46.5 hab./km². El 88.37% de los habitantes son blancos, el 1.98% son afroamericanos, el 0.63% son amerindios, el 3.40% son asiáticos, el 1.08% son de otras razas y el 4.54% son de una mezcla de razas. Del total de la población, el 2.00% son hispanos o latinos de cualquier raza.

## Turismo

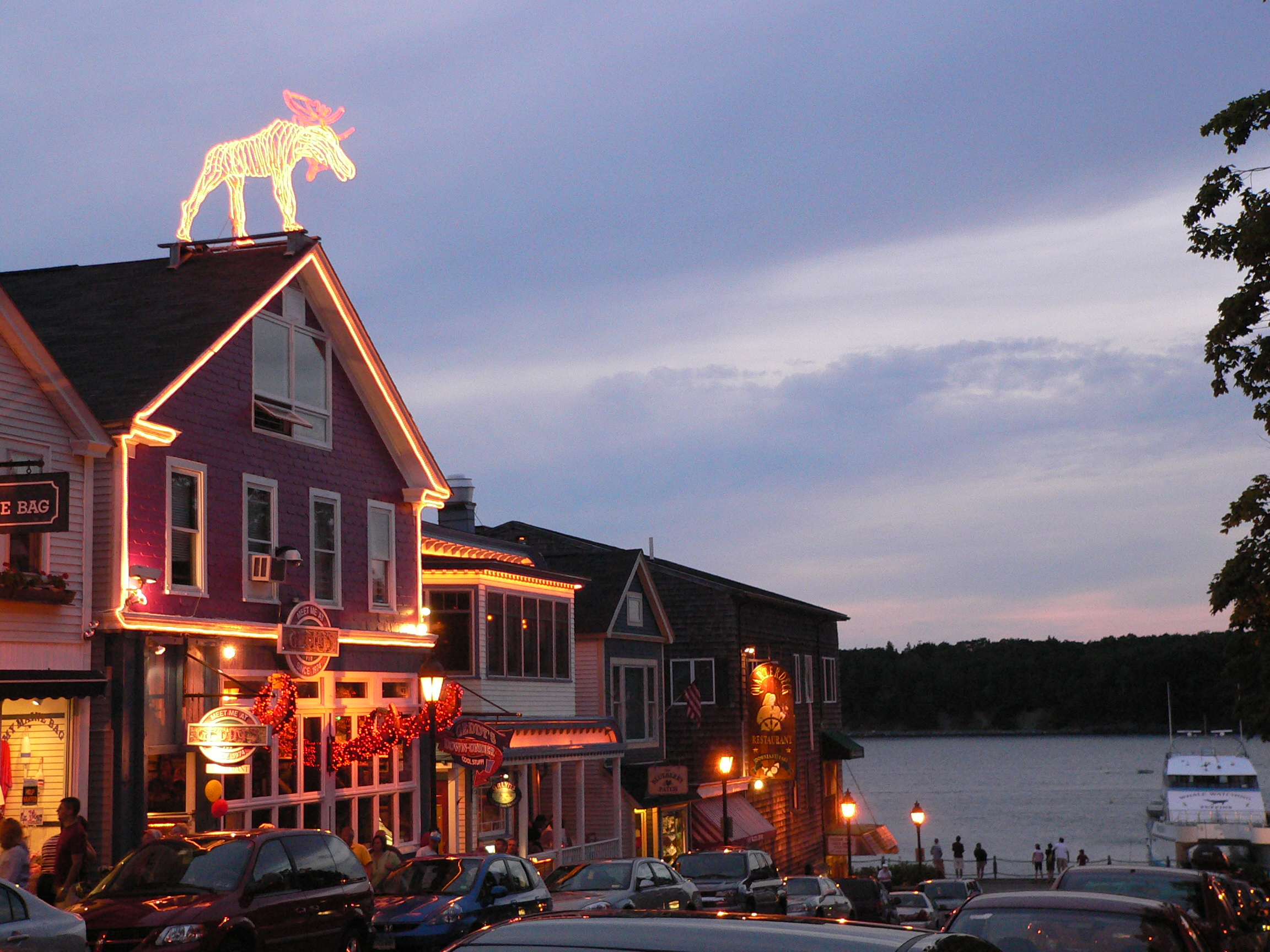
Main Street

Las actividades recreativas abundan en Bar Harbor. El centro de la localidad está particularmente activo en los meses de verano y otoño debido a su cercanía al parque nacional Acadia. Las actividades al aire libre en Acadia incluyen caminatas por senderos o caminos para carruajes, ciclismo, observación de aves, y montañismo, siendo la montaña Cadillac el punto más alto en la costa atlántica. Aquellos interesados en la vida marina que rodea la isla Mount Desert pueden ir al puerto deportivo al final de Main Street e inscribirse en recorridos que incluyen avistamientos de frailecillos, ballenas, focas y aves marinas, así como visitas a faros, o para un crucero por la zona.
Durante la marea baja, queda expuesto un banco de arena que une Bar Harbor con Bar Island.

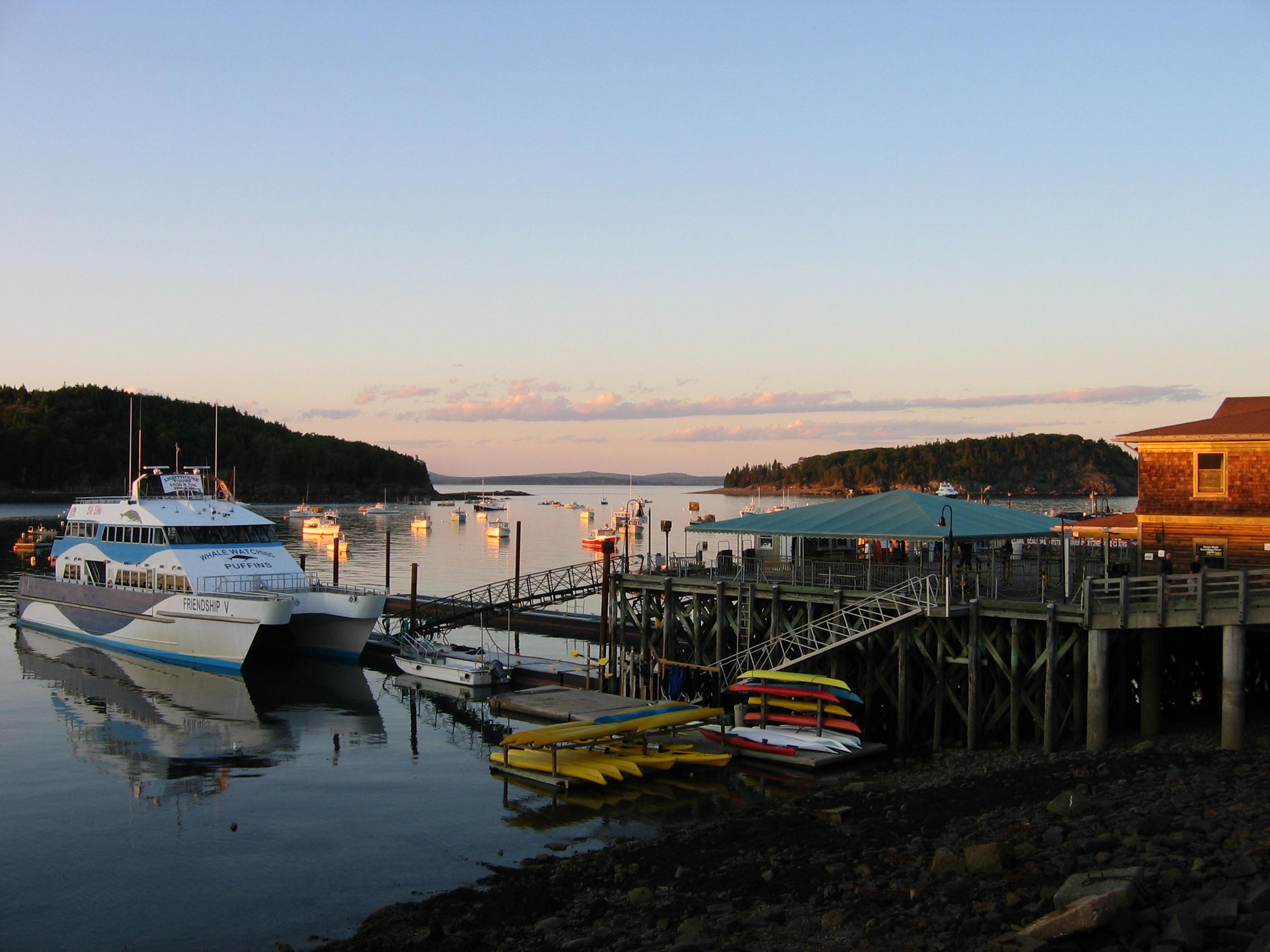
Vista del puerto

Los cruceros llegan al puerto de mayo a octubre (con mayor frecuencia en septiembre), con 154 visitas de barcos y más de 222 000 pasajeros en 2018.
Bar Harbor también alberga a muchos ciclistas de larga distancia, ya que es el término este de la ruta ciclista del nivel norte de la Adventure Cycling Association (Anacortes, Washington, es el término occidental) y el término norte de la ruta ciclista de la costa atlántica (Cayo Hueso, Florida, es la terminal sur).
Ben & Bill's Chocolate Emporium, en Main Street (frente a Cottage Street), es un lugar popular debido a su helado con sabor a langosta. También tiene una estatua de langosta en su escaparate.
Hay una gran variedad de hoteles sobre la costa y en el centro de la localidad para los turistas, incluyendo algunos de cadenas internacionales como Hampton Inn o Holiday Inn.